# Le Châtelet-sur-Meuse
Le Châtelet-sur-Meuse is een gemeente in het Franse departement Haute-Marne (regio Grand Est) en telt 158 inwoners (2011). Ze maakt deel uit van het arrondissement Langres, de ligging is ongeveer 30 kilometer ten noordoosten van de stad Langres.
De gemeente ontstond in 1972 door fusie van de dorpen Beaucharmoy en Pouilly-en-Bassigny. Pouilly werd de hoofdplaats van de fusiegemeente.

## Geografie
De oppervlakte van Le Châtelet-sur-Meuse bedraagt 22,1 km², de bevolkingsdichtheid is 7.1 inwoners per km².
In de gemeente bevinden zich de drie bronnen van de Maas.
De onderstaande kaart toont de ligging van Le Châtelet-sur-Meuse met de belangrijkste infrastructuur en aangrenzende gemeenten.

## Demografie
Onderstaande figuur toont het verloop van het inwonertal (bron: INSEE-tellingen).

1. ↑  Populations de référence 2022.